# Euthore mirabilis
Euthore mirabilis – gatunek ważki z rodziny Polythoridae. Występuje na terenie Ameryki Południowej.